# バート・シャンダウ・エレベーター

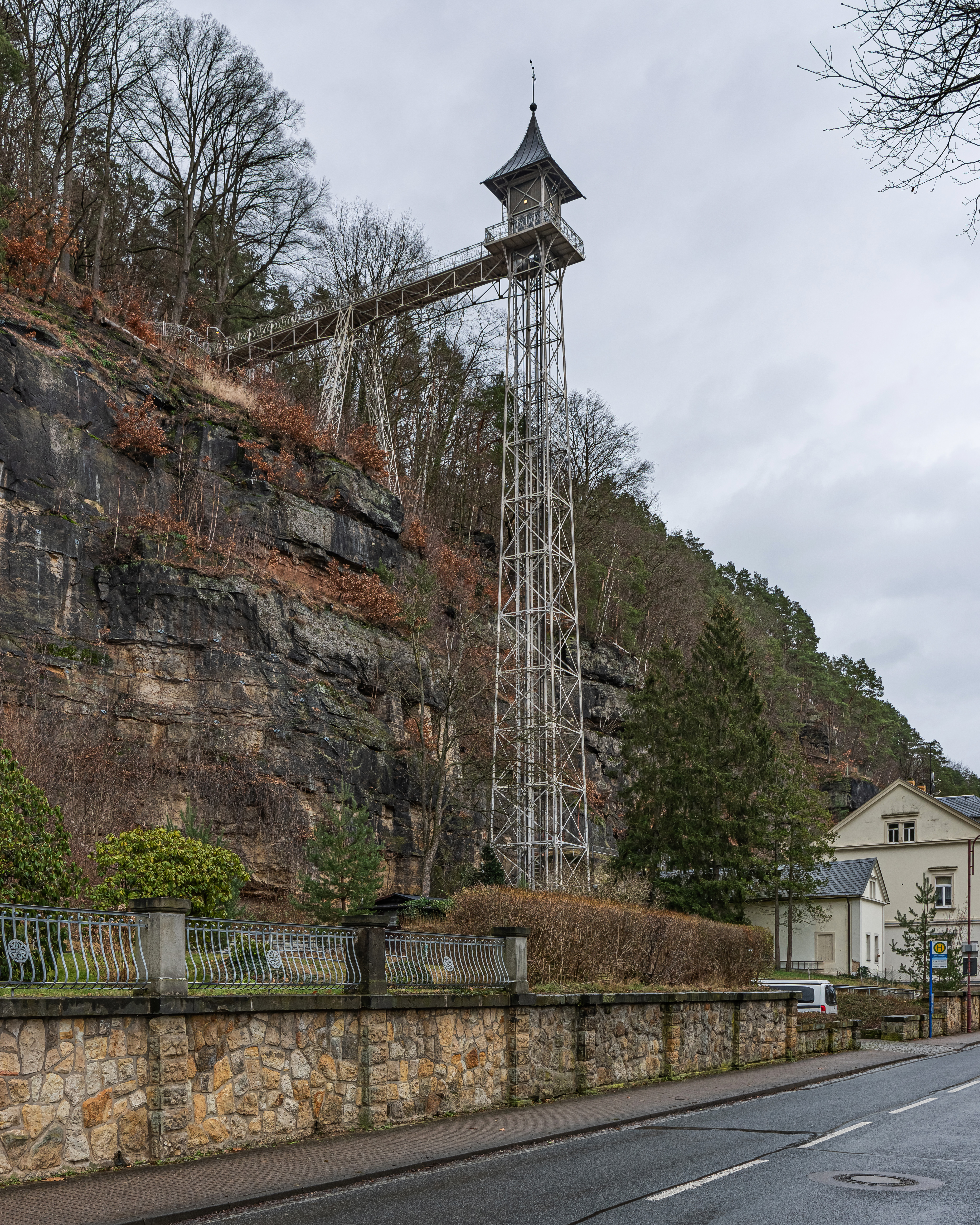
エレベーターへの眺め

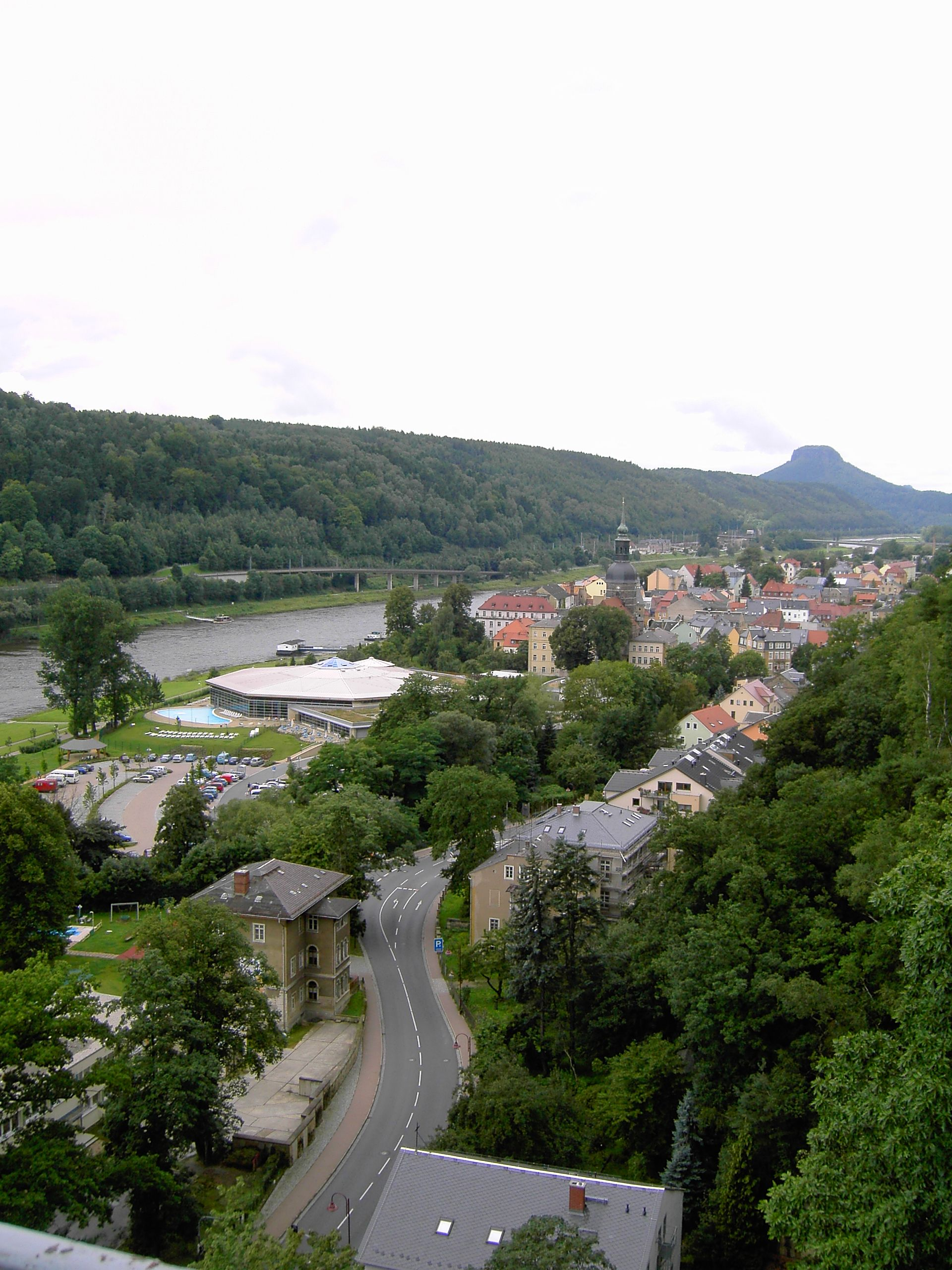
エレベーターから見たバート・シャンダウ

バート・シャンダウ・エレベーター（英: Bad Schandau Elevator、独: Personenaufzug Bad Schandau）は、ドイツ連邦共和国ザクセン州バート・シャンダウにて1904年に建立された、バート・シャンダウから高台にあるオストラウへと移動するための、トラス塔でできた通行人用エレベーターである。
当エレベーターの高さは52.26mであり、地表では直径5.20m、かつ2.5m位のドアがある、「アール・ヌーヴォー」様式の上向き鋼骨組み塔である。
上昇の途中で、当エレベーターは47.76mの高低差を乗り越えている。

## 概要
当エレベーターは、リヒテンハインの滝で発電された電気を利用して、主動力である電動機を駆動していた。
冬期間および非常事態のときは、バッテリーを使用して電気が供給されていた。
第一次世界大戦中、当施設は閉鎖された。
1921年に、当エレベーターは三相の交流電動機に交換されており、非常時の作動のためにクランク・ハンドルが残された。
1950年に、駆動ディスク巻き上げエンジンが導入された。1961年に、2本の追加アンカー・ワイヤーが取り付けられており、1978年には、新たな制御方式となった。
1989年 - 1990年には、1954年に標識による保護のもとに植えられた植物が、再植された。